# Chansons
Chansons je deváté studiové album Hany Hegerové nahrané v Mozarteum. Album vyšlo roku 1987. Je složené z 15 německých, židovských, francouzských, slovenských a českých písní z toho dvě jsou sloučené do jedné nahrávky. Hudební aranžmá vytvořily Pražské smyčce Jana Hrábka.

## Seznam skladeb
1. Ich vill lachen, ich will weinen (Petr Hapka/Kurt Hertha) 04:04
2. Berlin der 20-er Jahrer (Marie Paule Belle/Michael Kunze) 03:11
3. Tum Balalayka (židovská lidová) 02:24
4. Ich bin doch mir a Medl (židovská lidová) 01:53
5. Schlof mein Sohn (židovská lidová) 03:03
6. Falsche Fragen (Ernst Stankowski/Jürgen Knieper) 03:14
7. Barbara Song (Kurt Weill/Emil František Burian) 04:30
8. To ta Heľpa (slovenská lidová) - L'ivrogne (Gérard Jouannest/Jacques Brel) 06:15
9. Je suis seule ce soir (Paul Durant/Paul Durant) + Parlez-moi d'amour (Jean Casanova/Jean Casanova) 04:30
10. Nocturne (Bernhard Wördehoff/Jürgen Knieper) 01:42
11. Erinnere dich (Gerhard Woyda/Gerhard Woyda) 03:53
12. Wozu ist Liebe da (Michel Eher/Hans Falk) 02:25
13. Wenn Schatten länger als die Wege sind Peter Ludwig/Peter Ludwig) 03:54

## Reedice
Album vyšlo v reedici roku 1993 u Supraphonu.